# Línea 501 (Exaltación de la Cruz)
La línea 501 es una línea de colectivos del Partido de Exaltación de la Cruz, siendo prestado el servicio por Ruta Bus S.A. Este transporte cuenta con SUBE.

## Recorridos
- RAMAL A : Capilla del Señor-P. Orlando-Pavón-Rutas 8 y 6 -Fábricas -Los Cardales
- RAMAL B:Capilla del Señor-P. Orlando-Pavón -Sakura -El Remanso -Parada Robles
- RAMAL C : Capilla del Señor- Arroyo de la Cruz  -Parada Robles-Bº A. Mateo